# Лавчани
Лавчани или книжовно Лахчани (на македонска литературна норма: Лавчани; на албански: Llavçani) е село в община Кичево, в западната част на Северна Македония.

## География
Селото е разположено в областта Горна Копачка на левия бряг на река Треска (Голема).

## История
В XIX век Лавчани е чисто българско село в Кичевска каза на Османската империя. Църквата „Свети Архангел Михаил“ е от началото на века. В „Етнография на вилаетите Адрианопол, Монастир и Салоника“, издадена в Константинопол в 1878 година и отразяваща статистиката на населението от 1873 година, Лохчани (Lohtchani) е посочено като село с 18 домакинства със 70 жители българи.
Според статистиката на Васил Кънчов („Македония. Етнография и статистика“) към 1900 година в Лахчани живеят 384 българи-християни.
На Етнографската карта на Битолския вилает на Картографския институт в София от 1901 година Лахчени е чисто българско село в Кичевската каза на Битолския санджак с 55 къщи.
Селото пострадва през Илинденско-Преображенското въстание.
Цялото село e под върховенството на Българската екзархия. По данни на секретаря на екзархията Димитър Мишев („La Macédoine et sa Population Chrétienne“) в 1905 година в Лахчани има 440 българи екзархисти и в селото функционира българско училище.
Статистика, изготвена от кичевския училищен инспектор Кръстю Димчев през лятото на 1909 година, дава следните данни за Лахчани:
| Домакинства | Гурбетчии | Грамотни | Грамотни | Грамотни | Неграмотни | Неграмотни | Неграмотни |
| Домакинства | Гурбетчии | мъже     | жени     | общо     | мъже       | жени       | общо       |
| ----------- | --------- | -------- | -------- | -------- | ---------- | ---------- | ---------- |
| 74          | 30        | 66       | 1        | 67       | 144        | 199        | 343        |

При избухването на Балканската война 19 души от Лавчани са доброволци в Македоно-одринското опълчение.
След Междусъюзническата война в 1913 година селото попада в Сърбия.
На етническата си карта на Северозападна Македония в 1929 година Афанасий Селишчев отбелязва Лахчани като българско село.
Според преброяването от 2002 година селото има 10 жители македонци.
От 1996 до 2013 година селото е част от община Другово.

## Личности
Родени в Лавчани
- Димо Иванов, български революционер, в 1905 година е избран за член на Кичевския околийски комитет на ВМОРО[11][12]
- Мате Яковлев Пейов, български революционер от ВМОРО[13]
- Паун Пейов, български революционер от ВМОРО[13]
- Софе Щерьоски (1949 – 1984), журналист и писател от Социалистическа република Македония
- Тасе Илиевски Андонов, български революционер от ВМОРО[14]
- Цветан Алексов, македоно-одрински опълченец, 33-годишен, бозаджия, 1 рота на 11 сярска дружина, Сборна партизанска рота на МОО[15]
- Янаки Янев (Наке Янев), български революционер, войвода на ВМОРО
- Янко Велянов, български революционер от ВМОРО[14]